# Pyrazinamide
Pyrazinamide là một loại dược phẩm dùng để điều trị bệnh lao. Đối với lao hoạt động, chúng thường được sử dụng kết hợp với rifampicin, isoniazid, và cả streptomycin hoặc ethambutol. Thuốc này thường được khuyến cáo không nên kê để điều trị bệnh lao tiềm ẩn. Chúng được đưa vào cơ thể qua đường uống.
Các tác dụng phụ thường gặp bao gồm buồn nôn, chán ăn, đau cơ và phát ban. Các tác dụng phụ nghiêm trọng hơn có thể kể đến như bệnh gút, nhiễm độc gan và nhạy cảm với ánh sáng mặt trời. Pyrazinamide được khuyến cáo không nên sử dụng cho những người có bệnh gan hoặc porphyria đáng kể. Không rõ liệu sử dụng thuốc khi đang mang thai có an toàn hay không; nhưng sử dụng thuốc trong thời kỳ cho con bú thì có vẻ là không an toàn. Pyrazinamide thuộc nhóm thuốc kháng vi khuẩn. Ta vẫn chưa rõ hoàn toàn về cơ chế chúng hoạt động hoạt động. Pyrazinamide chỉ được sử dụng kết hợp với các kháng sinh khác như isoniazid và rifampicin trong điều trị vi khuẩn bệnh lao là Mycobacterium tuberculosis. Chúng không bao giờ được sử dụng riêng lẻ.
Pyrazinamide lần đầu tiên được sản xuất vào năm 1936 nhưng không được sử dụng rộng rãi cho đến năm 1972. Nó nằm trong danh sách các thuốc thiết yếu của Tổ chức Y tế Thế giới, tức là nhóm các loại thuốc hiệu quả và an toàn nhất cần thiết trong một hệ thống y tế. Pyrazinamide có sẵn dưới dạng thuốc gốc. Chi phí bán buôn ở các nước đang phát triển là khoảng 2,76 USD mỗi tháng. Tại Hoa Kỳ, chi phí khoảng là 100 đến 200 USD mỗi tháng.

## Cơ chế hoạt động
Pyrazinamide là một tiền chất ngăn chặn sự phát triển của Mycobacterium tuberculosis (vi khuẩn lao).
Pyrazinamide khuếch tán vào u hạt của M. tuberculosis, nơi mà pyrazinamidase của lao chuyển đổi pyrazinamid thành dạng pyrazinoic acid hoạt tính.
Trong điều kiện pH 5-6, axit pyrazinoic từ từ chuyển đổi thành axit liên hợp có thêm một proton vào, được cho là khuếch tán dễ dàng trở lại vào trực khuẩn và tích tụ. Hiệu quả thật sự là khi nhiều axit pyrazinoic tích lũy bên trong trực khuẩn ở pH axit hơn pH trung tính.
Axit Pyrazinoic được cho là ức chế enzym tổng hợp axit béo (FAS) I, acid béo này là cần thiết để vi khuẩn để tổng hợp, acid béo này là cần thiết để vi khuẩn để tổng hợp. Nó cũng gợi ý rằng sự tích tụ axit pyrazinoic làm phá vỡ màng tế bào và cản trở việc sản xuất năng lượng, cần thiết cho sự tồn tại của M. tuberculosis tại một vị trí nhiễm axit. Tuy nhiên, vì môi trường axit không cần thiết cho tính nhạy cảm pyrazinamid và điều trị pyrazinamid không dẫn đến sự axit hóa bên trong vi khuẩn cũng như sự gián đoạn nhanh chóng của màng tế bào. Axit Pyrazinoic được đề xuất để liên kết với protein ribosomal S1 (RpsA) và ức chế chuyển hóa, xit Pyrazinoic được đề xuất để liên kết với protein ribosomal S1 (RpsA) và ức chế chuyển hóa, nhưng các thí nghiệm chi tiết hơn cho thấy rằng nó không có hoạt tính này.